# Championnats du monde de duathlon longue distance
Ne doit pas être confondu avec Championnats du monde de duathlon.
Les championnats du monde de duathlon longue distance  se sont déroulés pour la première fois en 1997.
Les courses du championnat d'élite sont courus sur des distances correspondant parfois à plus de deux fois les distances d'un duathlon classique. Ces différentes épreuves sont organisées par la fédération internationale de triathlon (World Triathlon). En 2009 et 2010, la fédération doit supprimer les épreuves des championnats du monde, faute de ville organisatrice.

## Palmarès Élites
| Année | Homme                       | Homme                        | Homme                        | Femme                           | Femme                          | Femme                          |
| Année | Médaille d'or               | Médaille d'argent            | Médaille de bronze           | Médaille d'or                   | Médaille d'argent              | Médaille de bronze             |
| ----- | --------------------------- | ---------------------------- | ---------------------------- | ------------------------------- | ------------------------------ | ------------------------------ |
| 1997  | Urs Dellsperger Suisse      | Daniel Keller Suisse         | Olivier Bernhard Suisse      | Natascha Badmann Suisse         | Susanne Nedergaard Pays-Bas    | Debbie Nelson Nouvelle-Zélande |
| 1998  | Olivier Bernhard Suisse     | René Rovera France           | Pierre-Alain Frossard Suisse | Lori Bowden Canada              | Susanne Rufer Suisse           | Debbie Nelson Nouvelle-Zélande |
| 1999  | Olivier Bernhard Suisse     | Daniel Keller Suisse         | Félix Martínez Espagne       | Debbie Nelson Nouvelle-Zélande  | Alena Peterková Tchéquie       | Ariane Gutknecht Suisse        |
| 2000  | Benny Vansteelant Belgique  | Félix Martínez Espagne       | Marino Vanhoenacker Belgique | Edwige Pitel France             | Dolorita Fuchs-Gerber Suisse   | Irma Heeren Pays-Bas           |
| 2001  | Benny Vansteelant Belgique  | Felix Martinez Espagne       | Huub Maas Pays-Bas           | Karin Thürig Suisse             | Erika Csomor Hongrie           | Christiane Soeder Allemagne    |
| 2002  | Huub Maas Pays-Bas          | Stefan Riesen Suisse         | Jurgen Dereere Belgique      | Karin Thürig Suisse             | Edwige Pitel France            | Lenka Ilavská Slovaquie        |
| 2003  | Stefan Riesen Suisse        | Benny Vansteelant Belgique   | Huub Maas Pays-Bas           | Fiona Docherty Nouvelle-Zélande | Erika Csomor Hongrie           | Bella Comerford Royaume-Uni    |
| 2004  | Greg Watson États-Unis      | Sergio Rodríguez Espagne     | Nico Huyberechts Belgique    | Ulrike Schwalbe Allemagne       | Yvonne van Vlerken Pays-Bas    | Erika Csomor Hongrie           |
| 2005  | Benny Vansteelant Belgique  | Marcel Zamora Espagne        | Mark McKay Royaume-Uni       | Erika Csomor Hongrie            | Ulrike Schwalbe Allemagne      | Annie Emmerson Royaume-Uni     |
| 2006  | Benny Vansteelant Belgique  | Koen Maris Belgique          | Joerie Vansteelant Belgique  | Yvonne van Vlerken Pays-Bas     | Catriona Morrison Royaume-Uni  | Andrea Ratkovic États-Unis     |
| 2007  | Joerie Vansteelant Belgique | Javier García Espagne        | Koen Maris Belgique          | Catriona Morrison Royaume-Uni   | Michelle Lee Royaume-Uni       | Yvonne van Vlerken Pays-Bas    |
| 2008  | Joerie Vansteelant Belgique | Bart Aernouts Belgique       | Lino Barruncho Portugal      | Catriona Morrison Royaume-Uni   | Mariska Kramer-Postma Pays-Bas | Urlike Shwalbe Allemagne       |
| 2011  | Joerie Vansteelant Belgique | Thibaut Humbert France       | Andy Sutz Suisse             | Melanie Burke Nouvelle-Zélande  | Eva Nyström Suède              | Erika Csomor Hongrie           |
| 2012  | Joerie Vansteelant Belgique | Rob Woestenborghs Belgique   | Søren Bystrup Danemark       | Eva Nyström Suède               | Lucy Gossage Royaume-Uni       | May Kerstens Pays-Bas          |
| 2013  | Rob Woestenborghs Belgique  | Andre Moser Suisse           | Michael Wetzel Allemagne     | Eva Nyström Suède               | Julia Viellehner Allemagne     | Ruth Brennan Morrey États-Unis |
| 2014  | Gaël Le Bellec France       | Yannick Cadalen France       | Søren Bystrup Danemark       | Emma Pooley Royaume-Uni         | Eva Nyström Suède              | Laura Hrebec Suisse            |
| 2015  | Gaël Le Bellec France       | Seppe Odeyn Belgique         | Søren Bystrup Danemark       | Emma Pooley Royaume-Uni         | Julia Viellehner Allemagne     | Susanne Svendsen Danemark      |
| 2016  | Seppe Odeyn Belgique        | Felix Köhler Allemagne       | Søren Bystrup Danemark       | Emma Pooley Royaume-Uni         | Nina Brenn Suisse              | Susanne Svendsen Danemark      |
| 2017  | Maxim Kuzmin Russie         | Seppe Odeyn Belgique         | Søren Bystrup Danemark       | Emma Pooley Royaume-Uni         | Miriam Van Reijen Pays-Bas     | Katrin Esefeld Allemagne       |
| 2018  | Gaël Le Bellec France       | Yannick Cadalen France       | Felix Köhler Allemagne       | Petra Eggenschwiler Suisse      | Melanie Maurer Suisse          | Antonina Reznikovd Israël      |
| 2019  | Diego Van Looy Belgique     | Jens-Michael Gossauer Suisse | Daan De Groot Pays-Bas       | Nina Zoller Suisse              | Melanie Maurer Suisse          | Corina Hengartner Suisse       |
| 2021  | Seppe Odeyn Belgique        | Jens-Michael Gossauer Suisse | Matthieu Bourgeois France    | Merle Brunnée Allemagne         | Nikola Čorbová Slovaquie       | Sarah Noemi Frieden Suisse     |
| 2022  | Matthieu Bourgeois France   | Fabian Holbach Allemagne     | Michael Ott Suisse           | Melanie Maurer Suisse           | Lotte Claes Belgique           | Merle Brunnée Allemagne        |
| 2023  | Simon Jørn Hansen Danemark  | Émile Blondel France         | Fabian Holbach Allemagne     | Merle Brunnée Allemagne         | Melanie Maurer Suisse          | Lotte Claes Belgique           |
| 2024  | Émile Blondel France        | Seppe Odeyn Belgique         | Jens-Michael Gossauer Suisse | Merle Brunnée Allemagne         | Maja Betz Allemagne            | Nelly Rassmann Allemagne       |

## Classements par nation
| Rang               | Nation           | 1er | 2e | 3e | Total |
| ------------------ | ---------------- | --- | -- | -- | ----- |
| Médaille d'or      | Suisse           | 6   | 6  | 4  | 16    |
| Médaille d'argent  | Royaume-Uni      | 6   | 3  | 2  | 11    |
| Médaille de bronze | Allemagne        | 4   | 4  | 5  | 13    |
| 4                  | Nouvelle-Zélande | 3   |    | 2  | 5     |
| 5                  | Suède            | 2   | 2  |    | 4     |
| 6                  | Pays-Bas         | 1   | 4  | 3  | 8     |
| 7                  | Hongrie          | 1   | 2  | 2  | 5     |
| 8                  | France           | 1   | 1  |    | 2     |
| 9                  | Canada           | 1   |    |    | 1     |
| 10                 | Belgique         |     | 1  | 1  | 2     |
| 11                 | Slovaquie        |     | 1  |    | 1     |
| 11                 | Tchéquie         |     | 1  |    | 1     |
| 13                 | Danemark         |     |    | 2  | 2     |
| 13                 | États-Unis       |     |    | 2  | 2     |
| 15                 | Israël           |     |    | 1  | 1     |
| 15                 | Slovaquie        |     |    | 1  | 1     |

| Rang               | Nation      | 1er | 2e | 3e | Total |
| ------------------ | ----------- | --- | -- | -- | ----- |
| Médaille d'or      | Belgique    | 12  | 7  | 5  | 24    |
| Médaille d'argent  | France      | 5   | 5  | 1  | 11    |
| Médaille de bronze | Suisse      | 4   | 6  | 5  | 15    |
| 4                  | Danemark    | 1   |    | 5  | 6     |
| 5                  | Pays-Bas    | 1   |    | 3  | 4     |
| 6                  | États-Unis  | 1   |    |    | 1     |
| 6                  | Russie      | 1   |    |    | 1     |
| 8                  | Espagne     |     | 5  | 1  | 6     |
| 9                  | Allemagne   |     | 2  | 3  | 5     |
| 10                 | Portugal    |     |    | 1  | 1     |
| 10                 | Royaume-Uni |     |    | 1  | 1     |

## Lieux des épreuves
Un des duathlon le plus dur au monde est le Powerman Duathlon de Zofingen en Suisse. Il comporte 10 km de course à pied sur des chemins de montagne, suivis de 150 km de vélo sur des routes montagneuses c’est-à-dire trois boucles de 50 km incluant l'ascension de Bodenburg et enfin 30 km de course à pied sur des sentiers très vallonnés, soit deux boucles descendantes.Il sert régulièrement de support aux championnats du monde de duathlon organisé par l'ITU.
| Année | Date                                   | Ville                                  | Pays                                   | Distances de courses (kilomètres)      | Distances de courses (kilomètres)      | Distances de courses (kilomètres)      |
| Année | Date                                   | Ville                                  | Pays                                   | Course à pied 1                        | Cyclisme                               | Course à pied 2                        |
| ----- | -------------------------------------- | -------------------------------------- | -------------------------------------- | -------------------------------------- | -------------------------------------- | -------------------------------------- |
| 1997  | 1er juin                               | Zofingen                               | Suisse                                 | 10                                     | 150                                    | 30                                     |
| 1998  | 7 juin                                 | Zofingen                               | Suisse                                 | 10                                     | 150                                    | 30                                     |
| 1999  | 6 juin                                 | Zofingen                               | Suisse                                 | 10                                     | 150                                    | 30                                     |
| 2000  | 12 novembre                            | Pretoria                               | Afrique du Sud                         | 10                                     | 60                                     | 10                                     |
| 2001  | 8 septembre                            | Venray                                 | Pays-Bas                               | 15                                     | 60                                     | 7,5                                    |
| 2002  | 18 août                                | Weyer                                  | Autriche                               | 14                                     | 76                                     | 7                                      |
| 2003  | 13 septembre                           | Zofingen                               | Suisse                                 | 10                                     | 150                                    | 30                                     |
| 2004  | 1er août                               | Fredericia                             | Danemark                               | 20                                     | 120                                    | 10                                     |
| 2005  | 29 mai                                 | Barcis                                 | Italie                                 | 16,5                                   | 80                                     | 11                                     |
| 2006  | 28 mai                                 | Fredericia                             | Danemark                               | 15                                     | 90                                     | 7,5                                    |
| 2007  | 21 octobre                             | Richmond                               | États-Unis                             | 15                                     | 76                                     | 7,5                                    |
| 2008  | 10 août                                | Geel                                   | Belgique                               | 18                                     | 74                                     | 9                                      |
| 2009  | Épreuves non disputées                 | Épreuves non disputées                 | Épreuves non disputées                 | Épreuves non disputées                 | Épreuves non disputées                 | Épreuves non disputées                 |
| 2010  | Épreuves non disputées                 | Épreuves non disputées                 | Épreuves non disputées                 | Épreuves non disputées                 | Épreuves non disputées                 | Épreuves non disputées                 |
| 2011  | 4 septembre                            | Zofingen                               | Suisse                                 | 10                                     | 150                                    | 30                                     |
| 2012  | 24 septembre                           | Zofingen                               | Suisse                                 | 10                                     | 150                                    | 30                                     |
| 2013  | 8 septembre                            | Zofingen                               | Suisse                                 | 10                                     | 150                                    | 30                                     |
| 2014  | 7 septembre                            | Zofingen                               | Suisse                                 | 10                                     | 150                                    | 30                                     |
| 2015  | 6 septembre                            | Zofingen                               | Suisse                                 | 10                                     | 150                                    | 30                                     |
| 2016  | 3 septembre                            | Zofingen                               | Suisse                                 | 10                                     | 150                                    | 30                                     |
| 2017  | 2 septembre                            | Zofingen                               | Suisse                                 | 10                                     | 150                                    | 30                                     |
| 2018  | 2 septembre                            | Zofingen                               | Suisse                                 | 10                                     | 150                                    | 30                                     |
| 2019  | 7 septembre                            | Zofingen                               | Suisse                                 | 10                                     | 150                                    | 30                                     |
| 2020  | Épreuve annulée pour cause de Covid 19 | Épreuve annulée pour cause de Covid 19 | Épreuve annulée pour cause de Covid 19 | Épreuve annulée pour cause de Covid 19 | Épreuve annulée pour cause de Covid 19 | Épreuve annulée pour cause de Covid 19 |
| 2021  | 19 septembre                           | Zofingen                               | Suisse                                 | 10                                     | 150                                    | 30                                     |
| 2022  | 4 septembre                            | Zofingen                               | Suisse                                 | 9,6                                    | 144                                    | 30                                     |
| 2023  | 3 septembre                            | Zofingen                               | Suisse                                 | 10                                     | 150                                    | 30                                     |
| 2024  | 8 septembre                            | Zofingen                               | Suisse                                 |                                        |                                        |                                        |